# دهک (ملارد)
دهک، روستایی از توابع بخش صفادشت شهرستان ملارد در استان تهران ایران است.

## جمعیت
این روستا در دهستان بی بی سکینه قرار دارد و براساس سرشماری مرکز آمار ایران در سال ۱۳۸۵، جمعیت آن ۴۹۳ نفر (۱۱۲ خانوار) بوده‌است.